# Поза Воїна II
Поза Воїна II  (Вірабадрасана II) (санскр. वीरभद्रासन): віра (वीर), бадра (भद्र)- добрий, мирний, асана (आसन)- поза) — є класичною вправою йоги і однією з 84 основних вправ хатха-йоги.

## Виконання

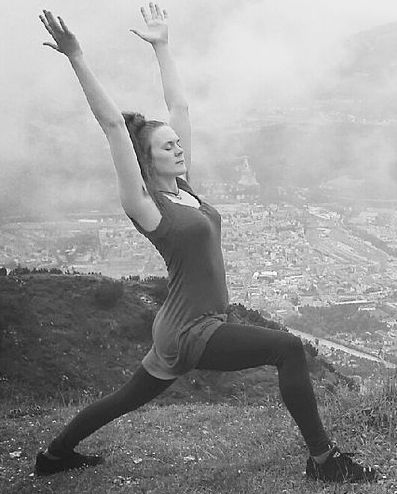
Воїн I
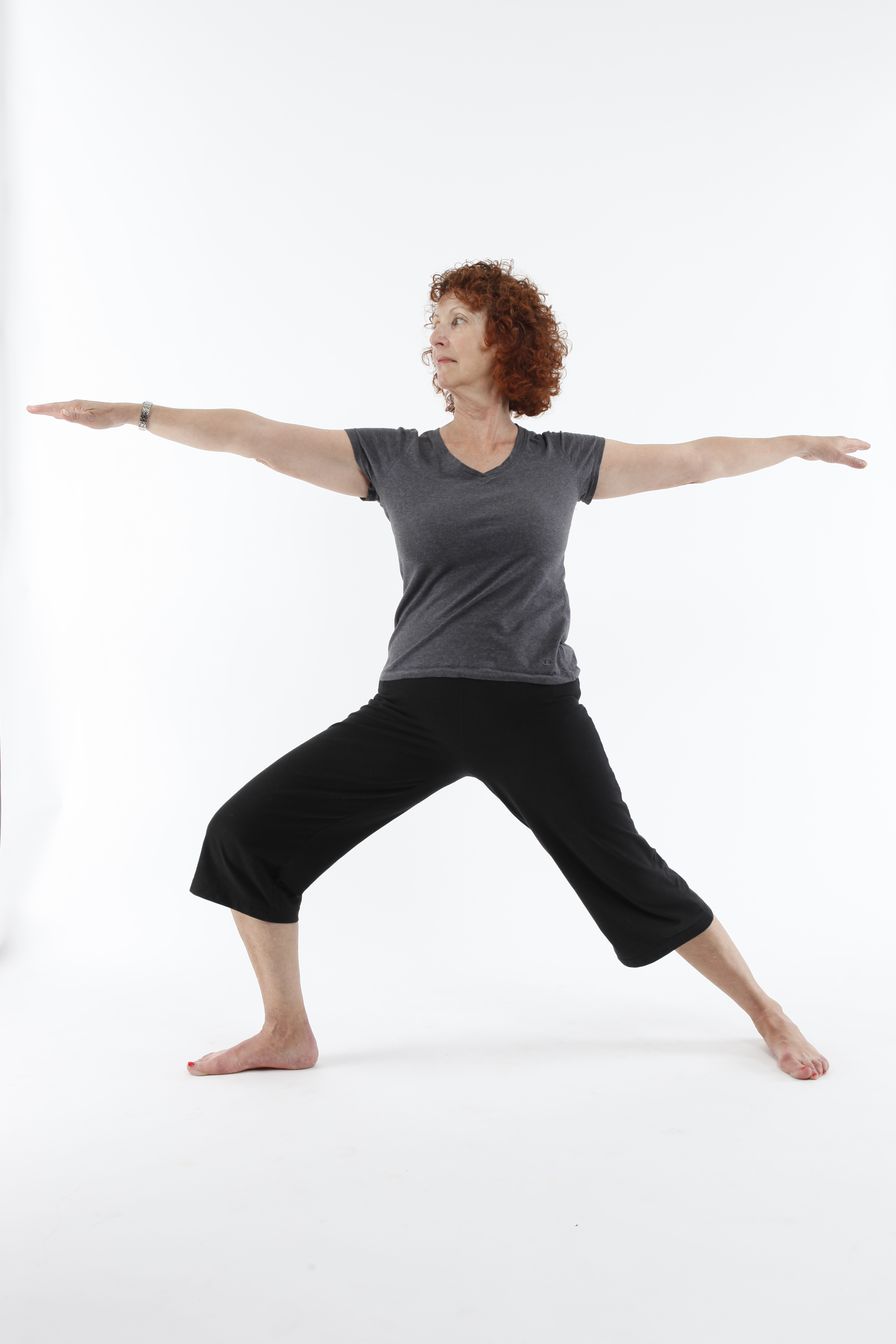
Воїн II
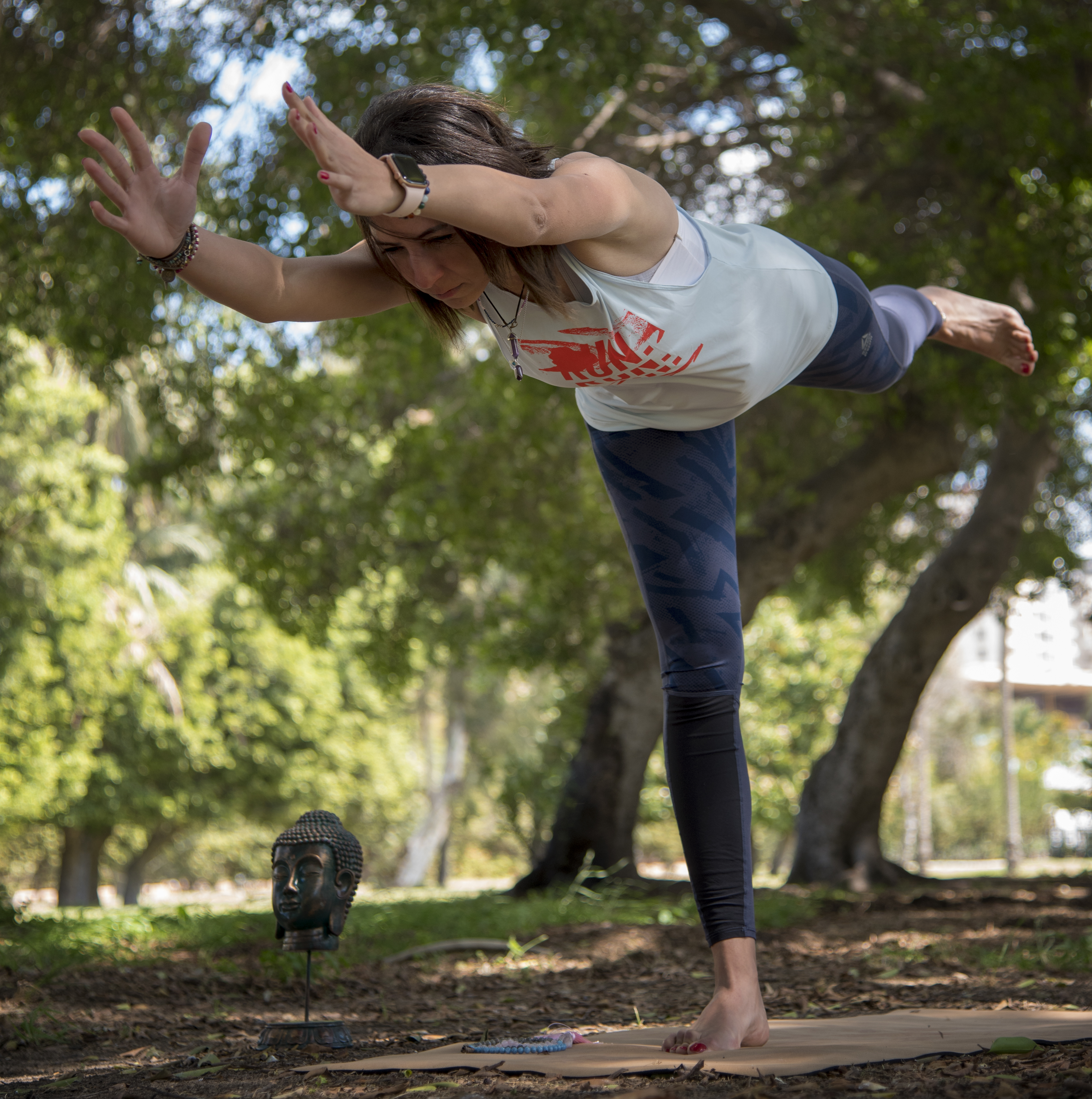
Воїн III

### Вихідне положення
1. З Тадасани зробіть видих і розведіть ноги на відстань 120-150 см. Поверніть праву стопу і ногу назовні на 90 градусів вправо. Поверніть ліву стопу й ліву ногу на 30 градусів усередину (до правої ноги).
2. Тримайте ліву ногу прямою і напруженою. Видихніть, зігніть праве коліно доти, доки ваша колінна чашечка не опиниться над правою п’ятою. По можливості, ваше праве стегно має бути паралельно підлозі. Права гомілка перпендикулярна підлозі. Тримайте підйоми стопи піднятими, а коліна повернутими в різні сторони друг від друга.
3. Вдихніть і підніміть руки до рівня плечей. Направляйте руки в сторони, розтягуючи їх від тулуба до кінчиків пальців, відчуваючи напругу в області пахв. Поверніть голову і злегка нахиліться назад, щоб дивитися поверх п’ясті. 

### Утримання пози
При кожному вдиху знову концентруйтеся на опорних точках. На видиху сфокусуйтеся на розтягуванні. Подовжуйте ваші стегна «з» ніг. Витягайте хребет, розтягуючи кожний хребець угору. Дивіться поверх пальців передньої руки. 

### Завершення пози
Повторіть у кожну сторону. Потім поверніться в Тадасану, стрибком звівши ноги разом. 

### Модифікації
• Станьте спиною до стіни (на відстані 5-10 см. від неї). Притуліть спину, стегна, плечі, голову й руки до опори. Тримайте поперек притиснутим до стіни, коли відкриваєте грудну клітку і розтягуєте свій тулуб прямо вгору уздовж опори.
• Намагайтеся стояти так, щоб ваша задня нога впиралася в стіну, концентруючи увагу на цій нозі й стегні. Це допомагає зберігати рівновагу.
• Можливо, вам знадобиться попрацювати тільки ногами кілька тижнів або місяців, щоб навчитися приймати правильну позу. Потім намагайтеся опускатися тільки наполовину, щоб зміцнити м’язи і навчитися правильно розвертати тазостегнові
суглоби 

Важливі дії
• Повертайте коліна в різні сторони 
• Відкривайте грудну клітку
• Підіймайте грудну клітку вгору від стегон
• Розтягуйте хребетний стовп угору
• Направляйте куприк униз, щоб пом’якшити поперек